# Бегг-Смит, Дейл
Дейл Бегг-Смит (англ. Dale Begg-Smith; род. 18 января 1985 года в Ванкувере, Канада) — австралийский фристайлист, выступавший в могуле. Олимпийский чемпион 2006 года в могуле, чемпион мира 2007 года в параллельном могуле, обладатель Кубка мира по фристайлу в общем зачёте 2006/07 и 4-кратный обладатель Кубка мира в зачёте могула.
Завершил карьеру после Олимпийских игр 2014 года.

## Спортивная карьера
Дейл Бегг-Смит начал заниматься фристайлом в Канаде, но в шестнадцатилетнем возрасте вместе со старшим братом Джейсоном, который также занимался могулом, переехал в Австралию. Имеются данные, что Канадский олимпийский комитет предпочёл не иметь дело с Дейлом из-за его бизнеса - создания вредоносного программного обеспечения. Получив перед сезоном 2003/2004 австралийское гражданство, Бегг-Смит сразу стал выступать на этапах Кубка мира по фристайлу. В своём первом старте за Австралию в финском Куусамо он стал только 37-м, но уже через 2 этапа пробился в десятку лучших, став седьмым на этапе в Мадонна-ди-Кампильо.
В сезоне 2004/2005 Бегг-Смит трижды пробивался в тройку сильнейших, а на своём первом чемпионате мира в Куусамо завоевал бронзовую медаль в могуле, а по итогам сезона стал вторым могулистом планеты, уступив только американцу Джереми Блуму.
В олимпийском сезоне австралиец одержал 6 побед, выиграл Кубок мира, а на Олимпийских играх в Турине он стал третьим в истории представителем Австралии, который смог выиграть золото на Зимних Олимпийских играх, набрав 26.77 и опередив на 0.15 ставшего вторым финна Микко Ронканена. На церемонии закрытия Олимпиады Бегг-Смит был знаменосцем сборной Австралии.
Звание сильнейшего мастера могула Бегг-Смит защитил в сезоне 2006/2007, после чего выиграл ещё 2 кубка мира — в сезонах 2007/2008 и 2008/2009, доведя свою победную серию до четырёх побед в Кубке мира кряду. Кроме кубковых успехов австралиец выиграл две медали на чемпионате мира в 2007 году, который проходил в Мадонна-ди-Кампильо — золото в параллельном могуле и серебро в обычном могуле, уступив только канадцу Руссо.
На свои вторые Олимпийские игры в родной город Ванкувер Бегг-Смит приехал фаворитом, но стал только вторым, уступив 0.17 балла хозяину трассы Александру Билодо.
Бегг-Смиту принадлежит уникальное достижение — он смог пройти квалификацию в могульных соревнованиях 48 раз подряд.
21 февраля 2006 года Почта Австралии выпустила марку, посвященную победе Бегг-Смита на Олимпиаде в Турине.

## Результаты на крупнейших соревнованиях

### Зимние Олимпийские игры
| Олимпийские игры | Могул |
| ---------------- | ----- |
| 2006 Турин       | 1     |
| 2010 Ванкувер    | 2     |
| 2014 Coчи        | 25    |

### Чемпионаты мира
| Чемпионат мира           | Могул | Параллельный могул |
| ------------------------ | ----- | ------------------ |
| 2005 Куусамо             | 3     | 5                  |
| 2007 Мадонна-ди-Кампильо | 2     | 1                  |